# Basileunculus interruptus
Basileunculus interruptus är en tvåvingeart som först beskrevs av Malloch 1912. Basileunculus interruptus ingår i släktet Basileunculus och familjen ögonflugor.
Artens utbredningsområde är Panama. Inga underarter finns listade i Catalogue of Life.